# Banjarsari (Bayongbong)
Banjarsari is een bestuurslaag in het regentschap Garut van de provincie West-Java, Indonesië. Banjarsari telt 5756 inwoners (volkstelling 2010).